# Pete Townshend
Pete Townshend, angleški rock glasbenik, kitarist in pevec, * 19. maj 1945, London, Anglija.
Townshend je kitarist in pevec skupine The Who, znan pa je tudi po svoji solo karieri. S skupino deluje že 60 let. V tem času je The Who postala ena najbolj znanih skupin t. i. britanske invazije. Townshend je za The Who napisal preko sto skladb, med drugim tudi skorajda v celoti obe rock operi: Tommy in Quadrophenia. Na lestvici najboljših kitaristov vseh časov revije Rolling Stone je uvrščen kot petdeseti.
Zaslovel je z razbijanjem kitar med nastopi in kot izumitelj Windmilla, posebne tehnike igranja kitare ter zaradi incidenta med nastopom na Woodstocku, ko je s kitaro udaril in odgnal z odra popolnoma neprištevnega Abbyja Hoffmana.
1. ↑  Record #118758543 // Gemeinsame Normdatei — 2012—2016.
2. ↑  SNAC — 2010.
3. ↑  Who's who — (neprevedeno), 1849. — ISSN 0083-937X